# Greg Baker
Pour les articles homonymes, voir Baker.
Gregory Baker dit Greg Baker (né le 16 avril 1968 à Saint Paul, Minnesota) est un acteur et musicien américain.
Il est surtout connu pour ses rôles périodiques de M. Elliot, un producteur dans le show Sports Night, et de M. Corelli en tant que prof d'histoire dans Hannah Montana, et son rôle principal de Burger Pitt dans I'm in the Band : Ma vie de rocker.

## Filmographie

### Cinéma
- 1999 : Ballad of the Nightingale : Henri
- 2001 : Thank Heaven : Paul Jones
- 2004 : Les Ex de mon mec : Guy at Bar
- 2005 : The Life Coach : Francis "LC" O'Reilly
- 2007 : He Was a Quiet Man : Copy Boy
- 2012 : Letting Go : The Maverick Editor

### Courts-métrages
- 1996 : D'Angel Among Us
- 1999 : The King and Me
- 2001 : Blown Chance

### Télévision

#### Séries télévisées
- 1997 : Notre belle famille : Drew
- 1998 : As Seen On : Présentateur
- 1998 : Sauvés par le gong : La Nouvelle Classe : Mr. Ranaldi
- 1998 : Susan! : Michael
- 1998-2000 : Sports Night : Elliott
- 2000 : The Hughleys (en) : Crazy Larry
- 2001 : Three Sisters (en) : Ron
- 2001 : À la Maison-Blanche : Interviewer
- 2002 : Lizzie McGuire : Security Guard
- 2002 : Parents à tout prix : Guy
- 2002 : Sabrina, l'apprentie sorcière : Attendant
- 2002 : Lydia DeLucca : Co-Worker
- 2003 : Washington Police : Clerk
- 2006 : Urgences : Highsmith
- 2006-2009 : Hannah Montana : Mr. Corelli
- 2007 : Bones : Melvin Gallagher
- 2009-2011 : I'm in the Band : Ma vie de rocker : Burger Pitt